# Yonval
Yonval település Franciaországban, Somme megyében. Lakosainak száma 240 fő (2022. január 1.). Yonval Abbeville, Cambron, Mareuil-Caubert és Moyenneville községekkel határos.

## Népesség
A település népessége az elmúlt években az alábbi módon változott:
| Lakosok száma | 238  | 231  | 234  | 227  | 223  | 220  | 226  | 233  | 240  |
|               | 2013 | 2015 | 2016 | 2017 | 2018 | 2019 | 2020 | 2021 | 2022 |